# José Mário Vaz
José Mário Vaz (Cacheu, 10 dicembre 1957) è un politico guineense, Presidente della Guinea Bissau dal 23 giugno 2014 al 27 febbraio 2020, dopo aver vinto le elezioni presidenziali del 2014.
In precedenza aveva ricoperto l'incarico di ministro delle Finanze dal 2009 al 2012, durante la presidenza di Malam Bacai Sanhá.
Vaz è candidato alle elezioni presidenziali Guinea-Bissau 2019.
Il 29 ottobre, il presidente Vaz ha licenziato il governo. Questo licenziamento non è riconosciuto dall'ECOWAS che minaccia le sanzioni. Il nuovo governo, guidato da Faustino Imbali, ha prestato giuramento il 31 ottobre, mentre Vaz assicura che il voto si terrà nei tempi previsti.
L'ECOWAS gli dà il vertice dell'8 novembre per dimettersi, mentre il Consiglio di sicurezza nazionale invita le forze armate a consentire l'installazione del nuovo governo. Imbali alla fine si dimette il giorno del vertice. Vaz deve nominare un nuovo primo ministro.
Il 24 novembre, è arrivato quarto nel sondaggio ed è stato eliminato al primo turno.